# جانيت إل. جاكوبس
جانيت إل. جاكوبس (بالإنجليزية: Janet L. Jacobs)‏ هي عالمة اجتماع أمريكية، ولدت في 1948.